# Rugosuchus
Rugosuchus (що означає «нерівний або зморшкуватий крокодил» щодо текстури його кісток верхньої щелепи) — це вимерлий рід крокодилоподібних неозухіан пізньої ранньої крейди Китаю. Він відомий з більшої частини черепа, часткового посткраніального скелета та другого часткового скелета, включаючи частину стегон. Він був описаний Xiao-Chun Wu та його колегами в 2001 році з R. nonganensis як типовим видом. На момент його опису це був найповніший крокодилоформ із північно-східного Китаю, і лише другий із відомих.
Rugosuchus заснований на IGV 33, більшій частині черепа. Ву та ін. відніс два інших екземпляри до цього роду: IGV 31, велика частина скелета без черепа та більшості кінцівок; і IGV 32, три хребці, частково стегно та фрагмент стегнової кістки. Ці три зразки були зібрані в 1958 році Нафтовою геологічною службою басейну Сун-Ляо і залишалися невивченими протягом багатьох років. Місцевість лежить поблизу Фулонгцюань, округ Нонгань, Цзілінь, у басейні Сун-Ляо. Формація достеменно невідома, але, ймовірно, це формація Неньцзян. Вік формації Неньцзян обговорюється, але згідно з описом Ругозухус вважався останньою ранньою крейдою, на основі скам’янілостей остракодів, двостулкових молюсків і риб.